# Jean-Étienne-Marie Portalis

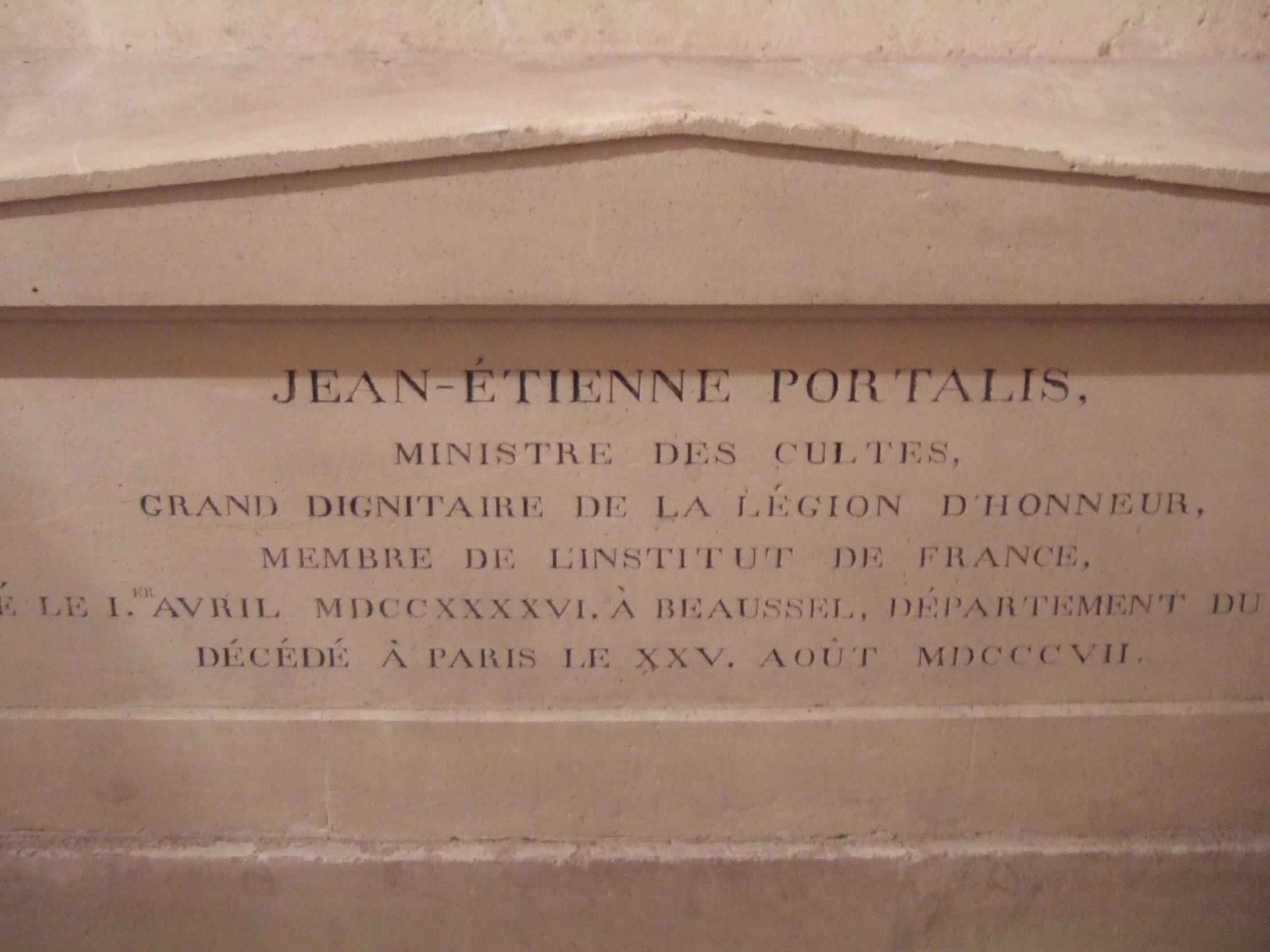
Síremléke

Jean-Étienne-Marie Portalis (Le Beausset, 1746. április 1.  –  Párizs, 1807. augusztus 25.) francia jogtudós, szabadkőműves, vallásügyi miniszter I. Napóleon uralkodása idején.

## Élete
Jogot tanult és 1765-ben Aix-en-Provence bíróságán volt ügyvéd. Első művében Rousseau Émile-jét támadta, és a vallástalanság veszélyeit hirdette. 1778-tól részt vett megyéje közigazgatásában, de 1790-ben, amikor a bíróságot feloszlatták, visszavonult a közügyektől. A forradalom kitörésekor birtokára költözött Saint-Cyr-sur-Merbe és ügyvédi hivatását sem gyakorolta. 1792-ben royalista nézetei miatt elfogták, és csak Robespierre bukása után szabadult ki a börtönből. Azután Párizsban ügyvédkedett, és 1795-ben a főváros képviselőjeként bekerült a Vének Tanácsába. Bonaparte 1799-ben megbízta, hogy Tronchet, Bigot de Préameneu és Maleville közreműködésével készítse el a polgári törvénykönyvet (Code Napoléon). 1801-ben államtanácsos, 1803-ban szenátor, 1804-ben vallásügyi miniszter lett.

## Művei
- Observations sur un ouvrage intitulé l'Émile ou De l'éducation et Des préjugés
- Consultation sur la validité du mariage des protestants en France
- De l'Usage et de l'abus de l'esprit philosophique durant le XVIIIe
- Écrits et discours juridiques et politiques
- Discours préliminaire au premier projet de Code civil